# Chatire
Chatire was een oud-Egyptische koning (farao) in de tweede tussenperiode. Hij geldt als derde heerser van de 14e dynastie en regeerde in de 17e eeuw v.Chr.
In het Turijnse koningspapyrus wordt van zijn bestaan melding gemaakt, maar het stuk over regeerperiode is niet bewaard gebleven.
Chatire was de opvolger van Nehesi en werd opgevolgd door Nebfaure.

## Bron
- Narmer.pl